# Le finte gemelle

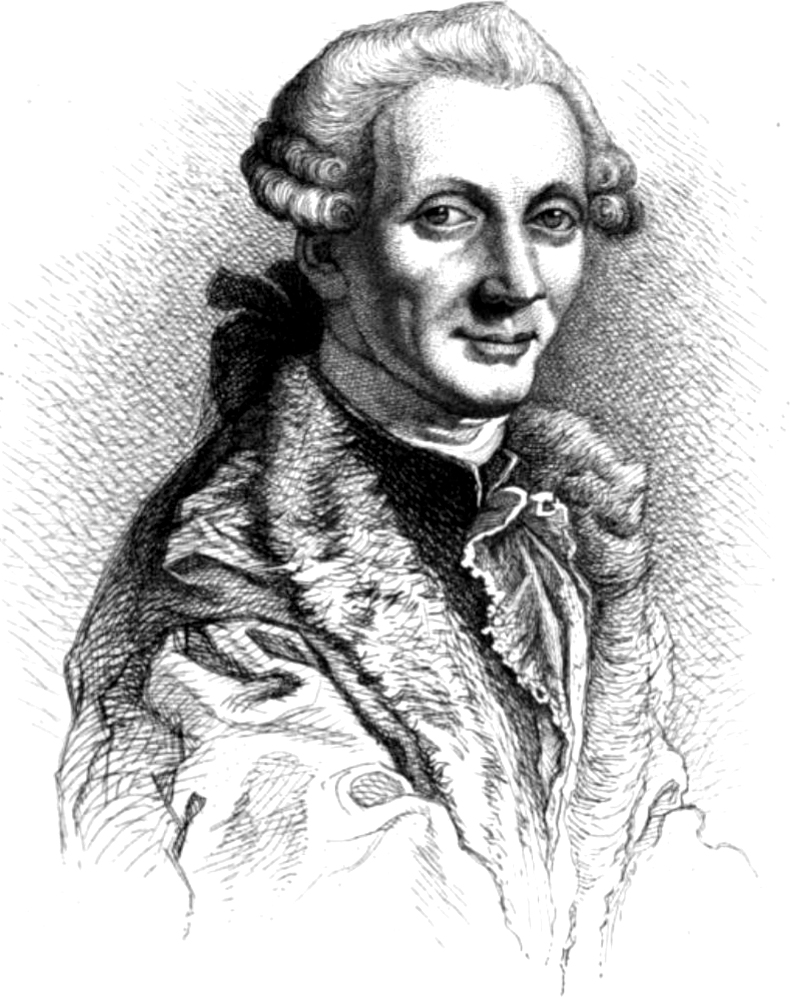
Ritratto di Niccolò Piccinni (1728-1800).

Le finte gemelle è un intermezzo (o farsa) in due atti (o tre) di Niccolò Piccinni basato sull'omonimo libretto di Giuseppe Petrosellini.
L'opera ebbe la sua prima rappresentazione il 2 gennaio 1771 al Teatro Valle di Roma, dove riscosse un grande successo, tant'è che venne rimessa successivamente in scena in altri palcoscenici italiani e stranieri (fra i quali Parigi, Londra, Dresda, Mannheim, Lisbona e Pietroburgo). A Parigi ebbe due riprese durante la famosa Querelle Piccinni-Gluck: all'Académie Royale l'11 maggio 1778 e, successivamente, nella Reggia di Versailles.

## Trama
Il nobile e tenero Belfiore e il bellicoso Marescial originari di Tolosa, giungono a Parigi per intraprendere rispettivamente la carriera politica e militare. Sostano in una locanda gestita da Olivetta, una giovane graziosa e scaltra. Accanto alla locanda abita Isabella, una gentildonna che prova piacere nello schernire gli uomini che la corteggiano. Dunque Olivetta ed Isabella decidono di fare uno scherzo ai due giovanotti provinciali, che "hanno l'aria di sciocchi", Isabella finge di avere una sorella gemella e fa innamorare entrambi i fratelli. La storia finisce però che Isabella s'innamora veramente di Belfiore e Olivetta di Marescial e riescono a conquistarli nonostante le burle di Isabella.

## Organico
- 2 corni, 2 oboi (o 2 flauti) e archi
- clavicembalo per i recitativi
- Finte Gemelle